# Philoria loveridgei
Philoria loveridgei är en groddjursart som beskrevs av Parker 1940. Philoria loveridgei ingår i släktet Philoria och familjen Limnodynastidae. IUCN kategoriserar arten globalt som starkt hotad. Inga underarter finns listade i Catalogue of Life.